# Macliau
Macliau o Mac-Llau (en llatí Macliavus) fou un príncep bretó fill del rei Waroc'h I, que fou bisbe de Vannes després del 550 fins que va arribar al tron del Bro Waroch.

## Biografia

### Macliau, bisbe de Vannes
Canao I, germà de Macliau i comte dels bretons, havia mort a tres dels seus germans per assegurar la seva posició en el tron. Macliau, darrer sobrevivent va caure presoner del seu germà que el volia matar. Fèlix, bisbe de Nantes, va aconseguir alliberar-lo sota condició de jurar fidelitat a Canao. Quan aquest darrer va saber que el seu germà volia trencar el jurament de fidelitat va reprendre la seva persecució i Macliau, impotent, va fugir a la cort de Conomor, un altre comte de la regió.
Segons Gregori de Tours, Conomor, veient la proximitat dels perseguidors el va amagar sota terra en una cova i segons el costum la va fer cobrir amb un túmul deixant un tub per respirar; quan els perseguidors van arribar els va dir: "Aquí jau Macliau mort i enterrat". Els perseguidors contents van beure i van fer festa damunt el túmul i van avisar a Canao que el seu germà era mort; al saber-ho Canao es va apoderar de tot el regne. Quan van marxar els homes de Canao, Macliau va sortir de sota terra i es va dirigir a Vannes on fou tonsurat i ordenat bisbe.

### Macliau, rei
El 560, Canao I es va aliar a Khram, fill rebel de Clotari I. Canao va morir en la batalla que va enfrontar l'exèrcit de Khram amb el de Clotari. A la mort de Canao I, Macliau va apostatar i va deixar créixer els seus cabells, va tornar amb la seva dona que havia abandonat en ser tonsurat i va apoderar-se del regne del seu germà; però els bisbes el van excomunicar.
Bodic, l'hereu de Canao, i Macliau es van repartir el regne (Cornu). La part corresponent a la moderna Cornualla va ser per a Bodic i el Vannetès (país de Vannes) per Macliau. La convenció sobre la partició del regne establia que aquell dels dos que sobrevisques a l'altra defensaria als fills del difunt com si fossin els seus. AEn el moment de la partició Bodic tenia un fill, Theuderic, i Macliau estava a punt de ser para d'un segon fill, Jacob, germà de Waroch II.
Bodic fou el primer a morir i llavors Macliau no va respectar el jurament i va expulsar a Theuderic de la Bretanya apoderant-se dels seus dominis. El 577, després de reunir un exèrcit, Theuderic va iniciar la guerra contra Macliau, i aquest i el seu fill Jacob va morir en un combat contra Theuderic, que va recuperar el seu regne però va deixar el control de Vannes al fill gran de Macliau, Waroch II.

### Genealogia
|                        |                        |                        |                        |                        |                        |              |              |              |              |  |  |                                 |                              |                              |                              |                              |                              |                            |                            |                            |                            |  |  | Waroc'h I |  |  |  |  |  |  |  |  |  |  |  |  |  |  |  |  |  |  |  |  |  |  |  |  |  |
|                        |                        |                        |                        |                        |                        |              |              |              |              |  |  |                                 |                              |                              |                              |                              |                              |                            |                            |                            |                            |  |  |           |  |  |  |  |  |  |  |  |  |  |  |  |  |  |  |  |  |  |  |  |  |  |  |  |  |
|                        |                        |                        |                        |                        |                        |              |              |              |              |  |  |                                 |                              |                              |                              |                              |                              |                            |                            |                            |                            |  |  |           |  |  |  |  |  |  |  |  |  |  |  |  |  |  |  |  |  |  |  |  |  |  |  |  |  |
| Conomor Comte de Poher | Conomor Comte de Poher | Conomor Comte de Poher | Conomor Comte de Poher | Conomor Comte de Poher | Conomor Comte de Poher |              |              |              |              |  |  |                                 |                              |                              |                              | Canao I Rei del Bro Waroch   | Canao I Rei del Bro Waroch   | Canao I Rei del Bro Waroch | Canao I Rei del Bro Waroch | Canao I Rei del Bro Waroch | Canao I Rei del Bro Waroch |  |  |           |  |  |  |  |  |  |  |  |  |  |  |  |  |  |  |  |  |  |  |  |  |  |  |  |  |
| Conomor Comte de Poher | Conomor Comte de Poher | Conomor Comte de Poher | Conomor Comte de Poher | Conomor Comte de Poher | Conomor Comte de Poher |              |              |              |              |  |  |                                 |                              |                              |                              | Canao I Rei del Bro Waroch   | Canao I Rei del Bro Waroch   | Canao I Rei del Bro Waroch | Canao I Rei del Bro Waroch | Canao I Rei del Bro Waroch | Canao I Rei del Bro Waroch |  |  |           |  |  |  |  |  |  |  |  |  |  |  |  |  |  |  |  |  |  |  |  |  |  |  |  |  |
|                        |                        |                        |                        |                        |                        |              |              |              |              |  |  |                                 |                              |                              |                              |                              |                              |                            |                            |                            |                            |  |  |           |  |  |  |  |  |  |  |  |  |  |  |  |  |  |  |  |  |  |  |  |  |  |  |  |  |
|                        |                        |                        |                        |                        |                        |              |              |              |              |  |  |                                 |                              |                              |                              |                              |                              |                            |                            |                            |                            |  |  |           |  |  |  |  |  |  |  |  |  |  |  |  |  |  |  |  |  |  |  |  |  |  |  |  |  |
|                        |                        |                        |                        | Sant Tremeur           | Sant Tremeur           | Sant Tremeur | Sant Tremeur | Sant Tremeur | Sant Tremeur |  |  | Waroch II Rei del Bro Waroch    | Waroch II Rei del Bro Waroch | Waroch II Rei del Bro Waroch | Waroch II Rei del Bro Waroch | Waroch II Rei del Bro Waroch | Waroch II Rei del Bro Waroch |                            |                            |                            |                            |  |  |           |  |  |  |  |  |  |  |  |  |  |  |  |  |  |  |  |  |  |  |  |  |  |  |  |  |
|                        |                        |                        |                        | Sant Tremeur           | Sant Tremeur           | Sant Tremeur | Sant Tremeur | Sant Tremeur | Sant Tremeur |  |  | Waroch II Rei del Bro Waroch    | Waroch II Rei del Bro Waroch | Waroch II Rei del Bro Waroch | Waroch II Rei del Bro Waroch | Waroch II Rei del Bro Waroch | Waroch II Rei del Bro Waroch |                            |                            |                            |                            |  |  |           |  |  |  |  |  |  |  |  |  |  |  |  |  |  |  |  |  |  |  |  |  |  |  |  |  |
|                        |                        |                        |                        |                        |                        |              |              |              |              |  |  |                                 |                              |                              |                              |                              |                              |                            |                            |                            |                            |  |  |           |  |  |  |  |  |  |  |  |  |  |  |  |  |  |  |  |  |  |  |  |  |  |  |  |  |
|                        |                        |                        |                        |                        |                        |              |              |              |              |  |  | Canao II Rei del Bro Waroch (?) |                              |                              |                              |                              |                              |                            |                            |                            |                            |  |  |           |  |  |  |  |  |  |  |  |  |  |  |  |  |  |  |  |  |  |  |  |  |  |  |  |  |